# 阿維安島
67°46′S 68°54′W / 67.767°S 68.900°W
阿維安島（Avian Island），是南極洲的島嶼，位於阿德萊德島南端附近，長1.2公里，最高點海拔高度40米，由讓-巴蒂斯特·夏古率領的法國探險隊發現，現時由南極條約體系管理。